# Indian River, Michigan
Indian River är en ort i Cheboygan County i Michigan, USA.